# Olympische Sommerspiele 2016/Radsport – Omnium (Frauen)
Das Omnium der Frauen bei den Olympischen Spielen 2016 in Rio de Janeiro fand vom 15. bis 16. August 2016 statt.
Olympiasiegerin wurde die Britin Laura Trott. Die Silbermedaille gewann Sarah Hammer aus den Vereinigten Staaten und Bronze sicherte sich Jolien D’hoore aus Belgien.

## Ergebnis
| Rang | Athletin           | Nation             | SN. | EV. | AF. | ZF. | SP. | PF. | Gesamt |
| ---- | ------------------ | ------------------ | --- | --- | --- | --- | --- | --- | ------ |
| 1    | Laura Trott        | Großbritannien     | 38  | 40  | 40  | 38  | 40  | 34  | 230    |
| 2    | Sarah Hammer       | Vereinigte Staaten | 34  | 38  | 36  | 32  | 32  | 34  | 206    |
| 3    | Jolien D’hoore     | Belgien            | 36  | 36  | 38  | 34  | 28  | 27  | 199    |
| 4    | Lauren Ellis       | Neuseeland         | 32  | 30  | 20  | 20  | 14  | 73  | 189    |
| 5    | Amalie Dideriksen  | Dänemark           | 28  | 34  | 30  | 6   | 6   | 85  | 189    |
| 6    | Kirsten Wild       | Niederlande        | 24  | 32  | 34  | 16  | 34  | 43  | 183    |
| 7    | Marlies Mejías     | Kuba               | 18  | 26  | 6   | 26  | 24  | 73  | 173    |
| 8    | Annette Edmondson  | Australien         | 30  | 28  | 32  | 40  | 38  | 0   | 168    |
| 9    | Tatsiana Sharakova | Belarus            | 40  | 22  | 28  | 8   | 16  | 50  | 164    |
| 10   | Laurie Berthon     | Frankreich         | 26  | 18  | 24  | 36  | 36  | 23  | 163    |
| 11   | Allison Beveridge  | Kanada             | 14  | 24  | 12  | 24  | 30  | 0   | 104    |
| 12   | Diao Xiao Juan     | Hongkong           | 20  | 14  | 14  | 10  | 20  | 22  | 100    |
| 13   | Anna Knauer        | Deutschland        | 10  | 16  | 26  | 22  | 22  | 3   | 99     |
| 14   | Daria Pikulik      | Polen              | 22  | 20  | 10  | 14  | 26  | 0   | 92     |
| 15   | Luo Xiaoling       | China              | 12  | 12  | 22  | 12  | 8   | 2   | 68     |
| 16   | Sakura Tsukagoshi  | Japan              | 8   | 10  | 8   | 30  | 12  | 0   | 68     |
| 17   | Hsiao Mei-yu       | Chinesisch Taipeh  | 16  | 6   | 16  | 28  | 18  | −20 | 64     |
| 18   | Angie González     | Venezuela          | 6   | 8   | 18  | 18  | 10  | 1   | 61     |